# Alexandru Ioan Cuza (Iași)
Alexandru Ioan Cuza è un comune della Romania di 2 996 abitanti, ubicato nel distretto di Iași a 80 km dal capoluogo sul fiume Siret, nella regione storica della Moldavia.
Il comune è formato dall'unione di 4 villaggi: Alexandru Ioan Cuza, Kogălniceni, Șcheia, Volintirești.